# Rentat nasal

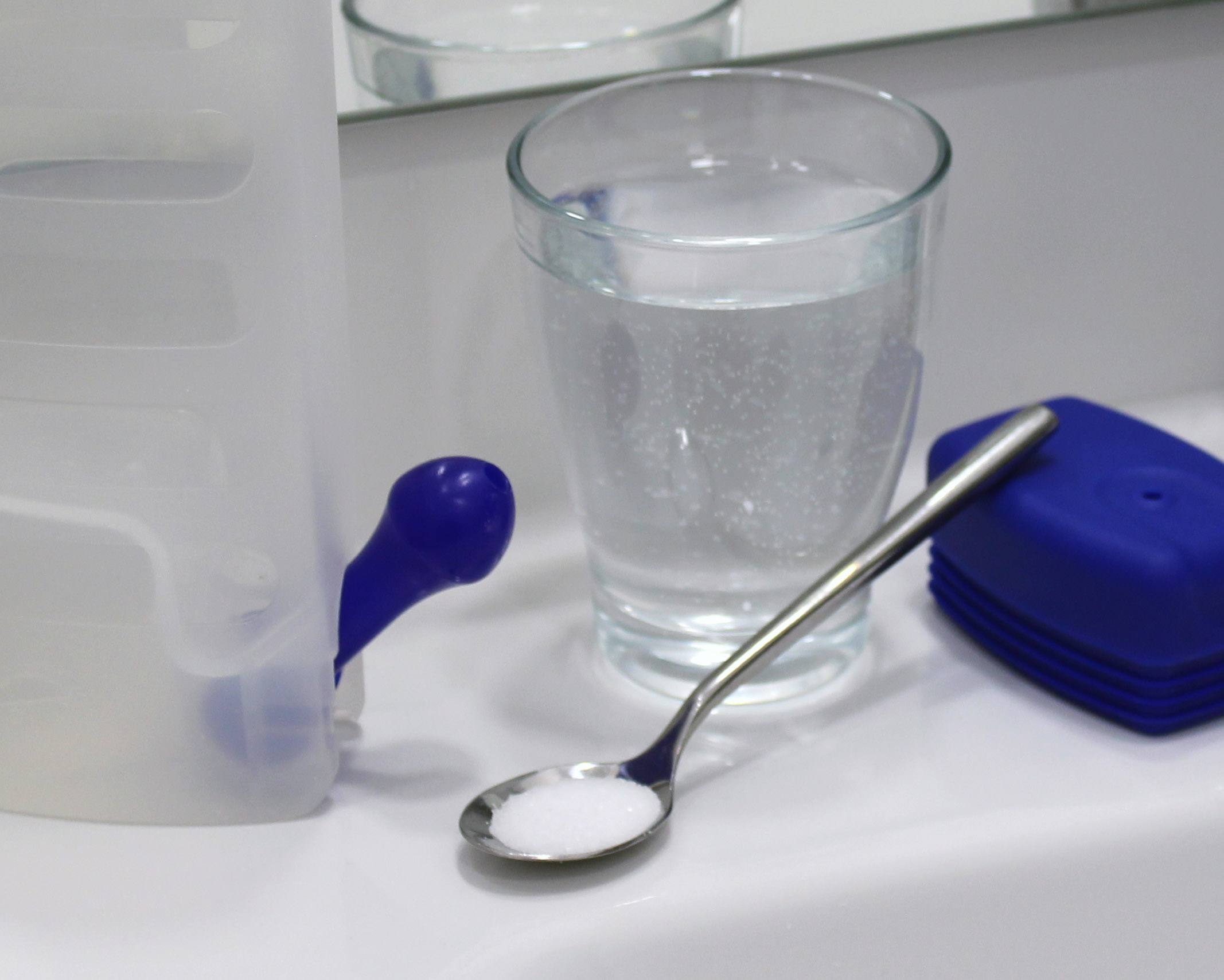
Per preparar una solució salina isotònica per al rentat nasal, aprox. Es necessita 0,25 litres d'aigua potable tèbia i 2,5 ml de sal de taula (aproximadament mitja culleradeta).

El rentat nasal és una pràctica d'higiene personal en la qual es renta la cavitat nasal per eliminar els mocs i les restes del nas i dels sinus, per tal de millorar la respiració nasal. La pràctica és beneficiosa amb efectes secundaris menors. El rentat nasal també es pot referir a l'ús d'esprais nasals salins o nebulitzadors per humitejar les membranes mucoses.

## Usos mèdics
El reg nasal pot ser una teràpia eficaç per alleujar els símptomes tant de la sinusitis crònica com de la sinusitis aguda causada per infeccions de les vies respiratòries superiors, així com pel refredat. Les evidències d’ús en sinusitis cròniques són febles.
També pot ser útil per alleujar temporalment els símptomes associats a la rinitis al·lèrgica.